# Набільське
Набі́льське — село в Україні, у Остерській міській громаді Чернігівського району Чернігівської області. Населення становить 43 особи. До 2020 орган місцевого самоврядування — Біликівська сільська рада.

## Історія
На мапі 1869 - Нобільська на місці Низ.Нобільський (нині не існує, але є на мапі 1941 року, 6 дворів). Також на мапі 1941  на місці сучасного села позначений Нобільський, 52 двори. 1901 року - Набільські - 181 житель.
12 червня 2020 року, відповідно до розпорядження Кабінету Міністрів України № 730-р «Про визначення адміністративних центрів та затвердження територій територіальних громад Чернігівської області», увійшло до складу Остерської міської громади.
19 липня 2020 року, в результаті адміністративно - територіальної реформи та ліквідації колишнього Козелецького району, село увійшло до складу новоутвореного Чернігівського району Чернігівської області.

## Населення

### Мова
Розподіл населення за рідною мовою за даними перепису 2001 року:
| Мова       | Кількість | Відсоток |
| ---------- | --------- | -------- |
| українська | 84        | 100%     |